# Эфрон, Ариадна Сергеевна
Ариа́дна Серге́евна Эфро́н (5 (18) сентября 1912, Москва — 26 июля 1975, Таруса) — переводчица прозы и поэзии, мемуарист, художница, искусствовед, поэтесса (оригинальные стихи, кроме написанных в детстве, при жизни не печатались); дочь Сергея Эфрона и Марины Цветаевой.

## Биография
Родилась Ариадна 5 сентября 1912 года (по старому стилю) в Москве — Цветаева родила её почти в 20 лет. Родители и близкие называли Ариадну Алей; ей посвящено большое число стихотворений Цветаевой (включая цикл «Стихи к дочери»), сама Аля с раннего детства писала стихи (20 стихотворений мать опубликовала в составе своего сборника «Психея»), вела дневники, в 8-летнем возрасте написала трогательное письмо Анне Ахматовой. Цветаевы всегда дарили скромные подарки Анне Ахматовой, и почитали её как родную. Всего Анна Ахматова и Марина Цветаева виделись 2 раза — в 1940 году в Москве и в 1941 году — за 2 месяца до кончины самой Марины Цветаевой. 13 апреля 1917 года у Ариадны родилась сестра Ирина. В ноябре 1919 года М. Цветаева, желая спасти дочерей от голода, отвозит их в Кунцевский приют. Вскоре Ариадна заболела малярией, и мать забрала ее, а 2 (15) февраля, не дожив трех месяцев до трехлетия, в приюте от голода умерла младшая Ирина. В 1922 году Ариадна выехала с матерью за границу. С 1922 по 1925 год жила в Чехословакии, с 1925 по 1937 год — во Франции, откуда 18 марта 1937 года первой из семьи вернулась в СССР.
В Париже окончила училище прикладного искусства «Arts et Publicité» (где изучала оформление книги, гравюру, литографию) и высшую Школу Лувра (L'École du Louvre) по специальности «история изобразительного искусства» (фр. L’histoire de l’art).
Сотрудничала с французскими журналами «Россия сегодня» («Russie d’Aujourd’hui»), «Франция — СССР» («France — URSS» — magazine), «Для Вас» («Pour-Vous»), а также с журналом на русском языке «Наш Союз», издававшемся парижским «Союзом возвращенцев на Родину» (статьи, очерки, переводы, иллюстрации). Переводила на французский произведения Владимира Маяковского и других советских поэтов.
После возвращения в СССР работала в редакции советского журнала «Revue de Moscou» (на французском языке); писала статьи, очерки, репортажи, делала иллюстрации, переводила.
27 августа 1939 года была арестована органами НКВД и осуждена Особым совещанием по статье 58-6 (шпионаж) на 8 лет исправительно-трудовых лагерей; под пытками вынуждена была дать показания против отца. О гибели родителей в 1941 году (мать покончила с собой в эвакуации в Елабуге, отец расстрелян) узнала не сразу.
Весной 1943 года Ариадна Эфрон отказалась сотрудничать с оперотделом лагеря (стать «стукачкой»), и её перевели на лесоповал в штрафной лагпункт Севжелдорлага. Актрисе лагерного театра Тамаре Сланской удалось попросить у кого-то из вольных конверт и написать сожителю Ариадны Самуилу Гуревичу: «Если Вы хотите сохранить Алю, постарайтесь вызволить её с Севера». Как пишет Сланская, «довольно скоро ему удалось добиться её перевода в Мордовию, в Потьму», где находился пересыльный пункт — «Потьминские лагеря» ГУЛАГа.

После освобождения в 1948 году работала преподавателем графики в Художественном училище в Рязани. Жажду общения с друзьями — после долгих лет изоляции — скрашивала активная переписка с ними, в том числе с Борисом Пастернаком, который посылал ей новые стихи и главы из «Доктора Живаго». Находясь под сильным впечатлением от книги, она писала автору: 
14.10.1948. …У меня есть мечта, по обстоятельствам моим не очень быстро выполнимая, — мне бы хотелось иллюстрировать её, не совсем так, как обычно по всем правилам «оформляются» книги, т. е. обложка, форзац и т.д., а сделать несколько рисунков пером, попытаться легко прикрепить к бумаге образы, как они мерещатся, уловить их, понимаешь…
Была вновь арестована 22 февраля 1949 года и приговорена — как ранее осуждённая — к пожизненной ссылке в Туруханский район Красноярского края. Благодаря полученной во Франции «кормящей» специальности работала в Туруханске в качестве художницы-оформителя районного дома культуры. Оставила серию акварельных зарисовок о жизни в ссылке, часть из которых впервые опубликована только в 1989 году.
В 1955 году была реабилитирована за отсутствием состава преступления. Вернулась в Москву, проживала в Мерзляковском переулке, д. 16. Член Союза писателей СССР с 1962 года. С августа 1962 года жила в ЖСК «Советский писатель»: 2-я Аэропортовская улица, д. 16, корпус 3 (с 1969: Красноармейская улица, д. 23).
С молодости у Ариадны Сергеевны было больное сердце, она перенесла несколько инфарктов. С конца 1960-х болела облитерирующим эндартериитом, едва могла ходить.

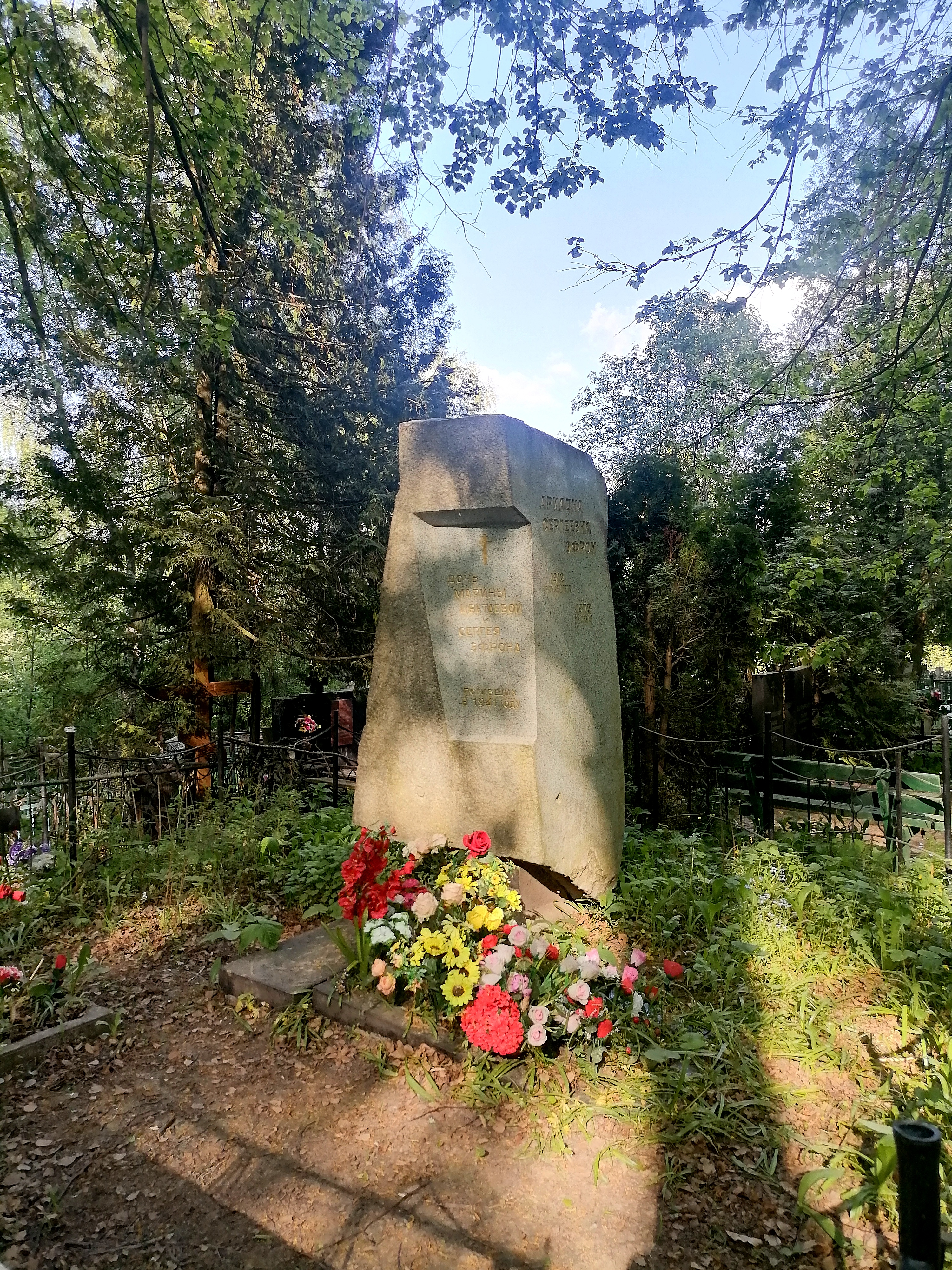
Могила в Тарусе

Скончалась А. С. Эфрон в тарусской больнице от обширного инфаркта 26 июля 1975 года. Похоронена на Городском кладбище Тарусы, памятник на могиле выполнил друг А. С. Эфрон скульптор П. И. Бондаренко.
Подготовила к печати издания сочинений матери. Была хранительницей её архива, оставила воспоминания, опубликованные в журналах «Литературная Армения» и «Звезда». Много работала над стихотворными переводами, в основном с французского (Виктора Гюго, Шарля Бодлера, Поля Верлена, Теофиля Готье и др.). Писала оригинальные стихи, опубликованные только в 1990-е годы.
Фактический муж («мой первый и последний муж») — Самуил Давидович Гуревич (в семье известный как Муля; 1904—1951, расстрелян), журналист, переводчик, главный редактор журнала «За рубежом». Детей у Ариадны Эфрон не было.
По характеристике Л. Левицкого, «несмотря на все ужасы, выпавшие на её долю по возвращении на родину, она не только никогда не жалела о сделанном выборе, но, вопреки пережитому и испытанному ею, охотно платила дань верноподданническому конформизму».

## Издания
- Письма из ссылки. Ариадна Эфрон Б. Пастернаку. — Paris, YMCA-PRESS, 1982. — 182 с. — ISBN 2-85065-012-9.
- Эфрон А. С. О Марине Цветаевой: Воспоминания дочери. — М.: Советский писатель, 1989. — 480 с., 100 000 экз. — ISBN 5-265-00670-2.
- Эфрон А. С. А душа не тонет. Письма 1942—1975. Воспоминания. — М.: Культура, 1996.
- Эфрон Ариадна. Рисунок. Акварель. Гравюра / Составление, подготовка текста, подготовка иллюстраций, примечания Р. Б. Вальбе. — М.: Возвращение, 2003. — 72 с. — ISBN 5-88149-134-3.
- Эфрон А. С. История жизни, история души: [В 3 томах] / Сост., подг. текста, подг. ил., прим. Р. Б. Вальбе. — М.: Возвращение, 2008. Т. 1: Письма 1937—1955. Т. 2: Письма 1955—1975. Т. 3: Воспоминания, проза, стихи, устные рассказы, переводы. — 1192 с. — ISBN 978-5-7157-0166-4; ISBN 978-5-7157-0167-1; ISBN 978-5-7157-0168-8.
- Эфрон А. С.; Федерольф А. А. Мироедиха. Рядом с Алей. — М.: Возвращение, 1996. — 368 с. — ISBN 5-7157-0063-9.
- Эфрон А. С. Жизнь есть животное полосатое. Письма к Ольге Ивинской и Ирине Емельяновой (1955—1975). — М.: Студия ВИГРАФ, 2004. — 276 с. — ISBN 5-94437-004-1.
- Эфрон А. С. Моей зимы снега. Воспоминания, рассказы, письма, стихи, рисунки. — М.: Новости, 2005. — 936 с. — ISBN 5-88149-212-9.
- Эфрон А. С.; Федерольф А. А. Непринудительные работы. Efron, Ariadna. Unforced labors : the memoirs of Ada Federolf and selected prose of Ariadna Efron. — M.: Vozvrashchenie, 2006. — 412 p. — ISBN 5-7157-0201-1.
- Аленькины вещи. — М.: Возвращение, 2008. — 42 с. — ISBN 978-5-715701-70-8.
- Нить Ариадны. — М.: Дом-музей Марины Цветаевой, 2008. — 40 с. — ISBN 978-5-93015-101-5.
- Эфрон А. С.; Федерольф А. А. «А жизнь идёт, как Енисей…». Рядом с Алей. — М.: Возвращение, 2010. — 408 с. — ISBN 978-5-7157-0234-0.
- Efron, Ariadna. No Love Without Poetry: The Memoirs of Marina Tsvetaeva’s Daughter. — M., 2009. — 224 p. — ISBN 0-8101-2589-7.
- Эфрон А. С. Книга детства: Дневники Ариадны Эфрон, 1919—1921. — М.: Русский путь, 2013. — ISBN 978-5-85887-435-5.
- Эфрон А. С. Нелитературная дружба: Письма к Лидии Бать. Предисловие Р. С. Войтеховича; примечания И. Г. Башкировой. — М.: Собрание, 2018. — 360 с. — ISBN 978-5-9606-0165-8.
- Эфрон А. С. Вторая жизнь Марины Цветаевой: письма к Анне Саакянц 1961—1975 годов / Ариадна Эфрон; сост. Л. Мнухина, подгот. текста, предисл., коммент. Т. Горьковой. — М.: Издательство ACT, 2021. — 608 с. — (Мемуары, дневники, письма). — ISBN 978-5-17-136432-8.